# Jaypee Group
Jaypee Group est un conglomérat indien ayant son siège à Noida en banlieue de Delhi. Jaypee Group est notamment présent dans l'hydroélectricité.

## Histoire
En décembre 2014, UltraTech Cement acquiert deux usines à ciment dans le Madhya Pradesh à Jaypee Group pour l'équivalent de 852 millions de dollars.
En février 2016, UltraTech Cement acquiert l'activité de cimenterie de Jaypee Group, comprenant 12 usines ayant une capacité de production annuelle de 22,4 millions de tonnes, pour l'équivalent de 2,4 milliards de dollars.